# Championnats d'Europe d'aviron 1893
Navigation
Édition suivante
Les championnats d'Europe d'aviron 1893, première édition des championnats d'Europe d'aviron, ont lieu le 10 septembre 1893 au lac d'Orta, en Italie
Le budget de l'organisation de la compétition est d'environ 20 000 francs français. Les trois courses rassemblent une « assistance importante ».

## Podiums

### Hommes
| Épreuves         | Or | Argent | Bronze |
| ---------------- | --- | --- | --- |
| Skiff M1x        | Edouard Lescrauwaet (BEL) | Vittorio Leone (ITA) | Émile Lepron (FRA) |
| Quatre barré M4+ | Suisse Ben Longchamp Alfred Baud Georges Vuillet Eugène Baud (en) Henri Sauer (barreur)                                                | Italie Giulio Rebuschini Giacomo Leva Felice Terruzzi Angelo Brambillasca L. Bassano (barreur)                                                | Belgique Auguste Lescrauwaet Edouard Lescrauwaet Charles Lescrauwaet Adrien de Giey + barreur                                                               |
| Huit M8+         | France Laurent Filiolau Gaston Clipet Auguste Trarieux J. Delpierre Ch. Gadebled P. Panchaud Petrus Gatier François Lebrault (barreur) | Italie Luigi Rossi Giuseppe Gribaudi Augusto Lange Pietro Lange Antonio Pagliani Ferruccio Somaglia Ercole Aimone Attilio Chiantore + barreur | Belgique Louis Choisy Paul de Gottal Octave Schepens Léonce Roels Raymond Roels Isidore Devriendt Achille Ardenois Victor De Bisschop Jules Wilbo (barreur) |

## Tableau des médailles par pays
| Rang  | Nation   | Or | Argent | Bronze | Total |
| ----- | -------- | -- | ------ | ------ | ----- |
| 1     | Belgique | 1  | 0      | 2      | 3     |
| 2     | France   | 1  | 0      | 1      | 2     |
| 3     | Suisse   | 1  | 0      | 0      | 1     |
| 4     | Italie   | 0  | 3      | 0      | 3     |
| Total | Total    | 3  | 3      | 3      | 9     |